# Hansweert
Hansweert est un village de la commune néerlandaise de Reimerswaal en Zélande. Il est peuplé de 1 633 habitants.
Hansweert était autrefois un village caractéristique, florissant et prospère le long de l'Escaut occidental.
Le canal de Zuid-Beveland traversait le village en son centre, le partageant en deux parties, une occidentale et une orientale, et des écluses se trouvaient à Hansweert même.
Il y avait une navigation intense, mais cela a changé depuis l'ouverture du canal de l'Escaut au Rhin un peu plus à l'est. Le réaménagement du canal de Zuid-Beveland et la construction de nouvelles écluses à un autre endroit a donné un coup mortel à l'activité du village. La partie orientale du village (Hansweert-Oost) a même été complètement rasée pour y construire à la place un avant-port.
La navigation intense apportait beaucoup d'activité. Le canal et les écluses exigeaient beaucoup de travail, les bateliers faisaient leurs provisions au village et des marchands navigants étaient très actifs le long des écluses. Dans les environs, peu de villages avaient alors autant de commerces. Le nombre de boulangers, de bouchers et de cafés était considérable pour ce village relativement petit. Pour cette raison, Hansweert a été surnommé Klein Antwerpen (le « Petit Anvers »).
Auparavant, il y avait aussi à Hansweert un quai d'où les bacs assuraient la liaison avec Walsoorden, en Flandre zélandaise. En 1943, ce service a été déplacé vers le nouveau port de Kruiningen créé à ce moment-là, le quai du côté de la Flandre zélandaise étant alors déplacé à Perkpolder. La ligne de bacs Kruiningen-Perkpolder a été également arrêtée lors de la mise en service du tunnel de l'Escaut occidental en 2003. Depuis l'été 2005, un service de bacs saisonnier pour les cyclistes et les piétons fait la navette plusieurs fois par jour entre Perkpolder et Hansweert.

## Source
- (nl) Cet article est partiellement ou en totalité issu de l’article de Wikipédia en néerlandais intitulé « Hansweert » (voir la liste des auteurs).

## Galerie

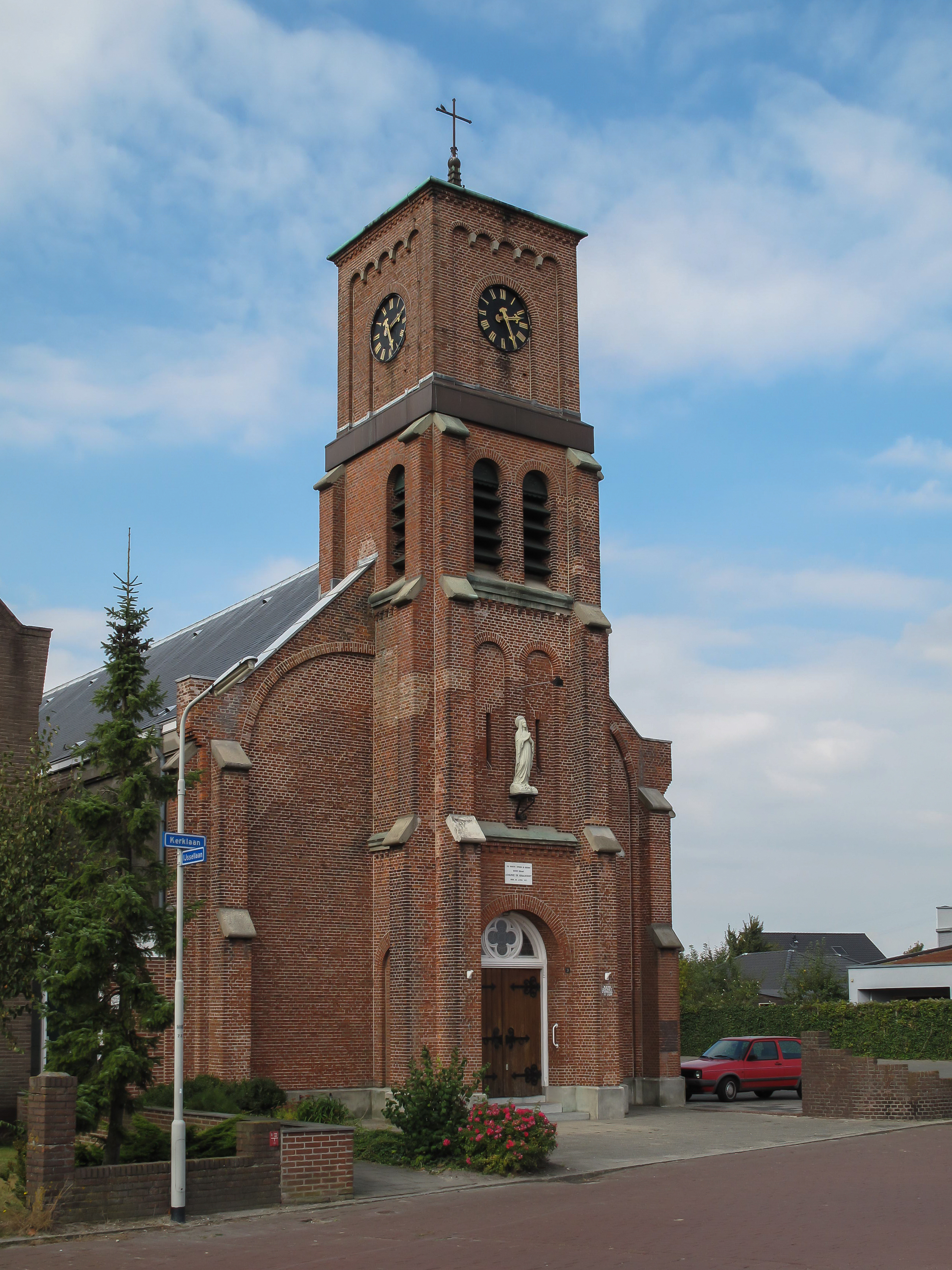
église: Onze Lieve Vrouwe Onbevlekt Ontvangen
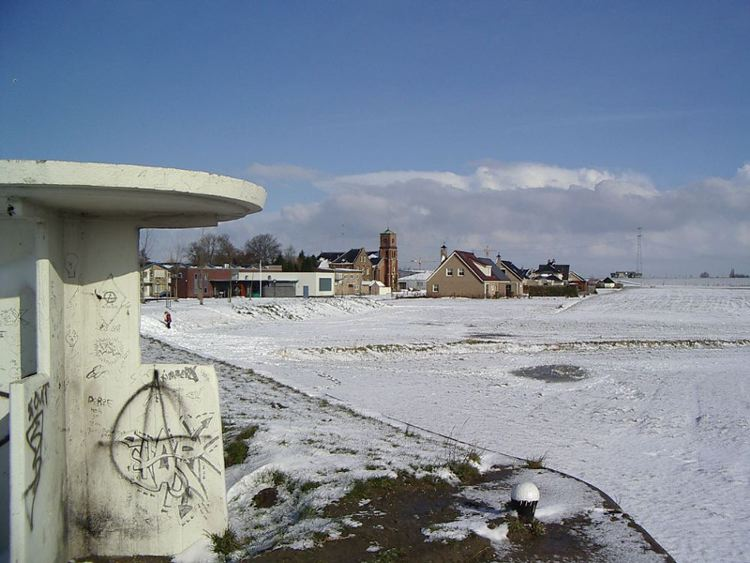
la partie comblée du canal, avant la Kleine Sluis
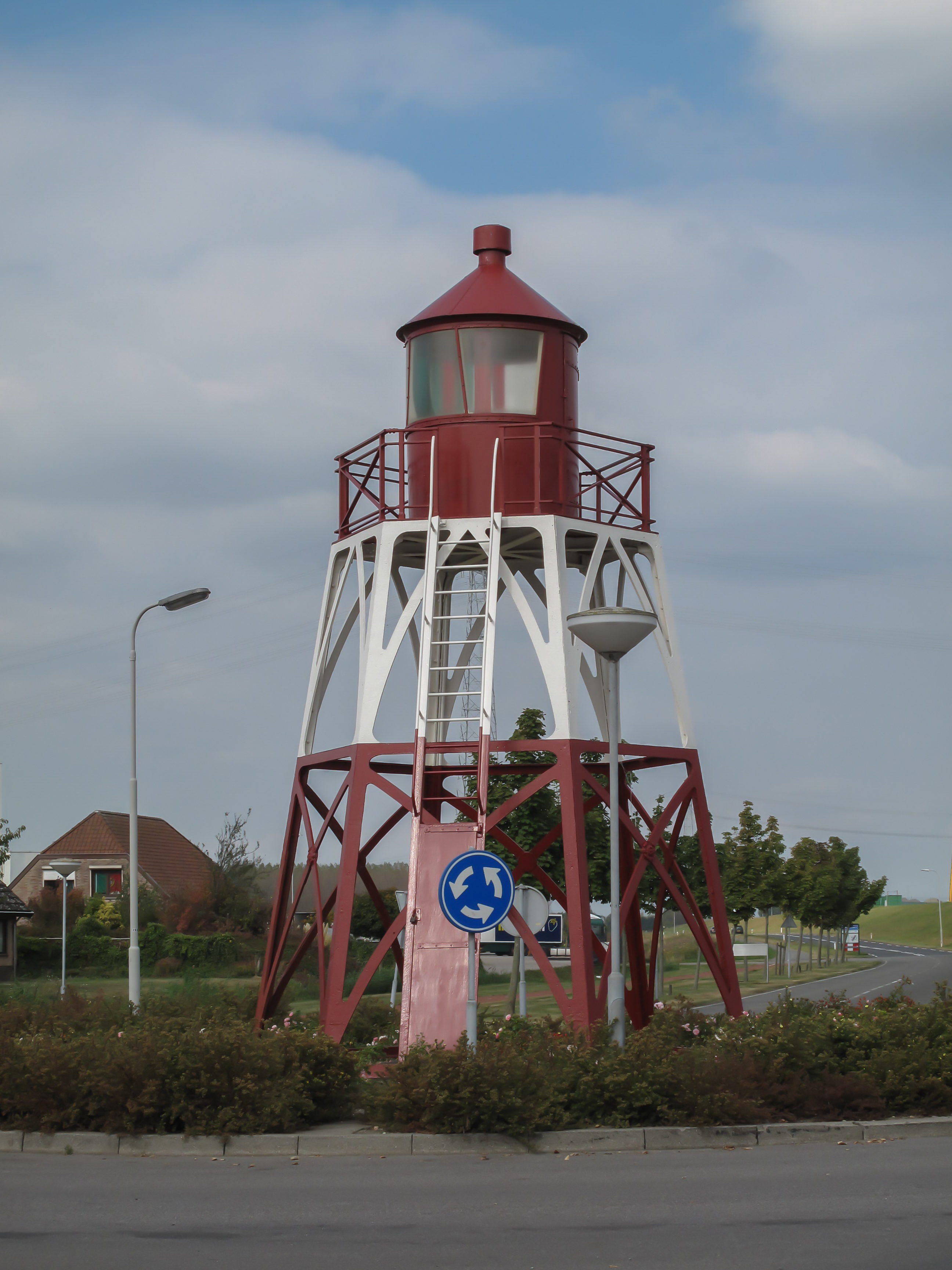
rond-point